# 查內爾湖 (伊利諾伊州)
查內爾湖（英語：Channel Lake）是位於美國伊利諾伊州萊克縣的一個人口普查指定地區。

## 地理
查內爾湖的座標為42°28′40″N 88°08′55″W / 42.47778°N 88.14861°W，而該地最高點為海拔高度204米（即669英尺）。

## 人口
根據2010年美國人口普查的數據，查內爾湖的面積為6.20平方千米，當中陸地面積為4.50平方千米，而水域面積為1.70平方千米。當地共有人口1664人，而人口密度為每平方千米268.39人。